# David Depetris
David Alberto Depetris (* 11. listopadu 1988, San Jorge, Santa Fe, Argentina) je argentinský fotbalový útočník se slovenským a italským pasem, od léta 2016 hráč klubu CA Huracán, od léta 2017 na hostování v mužstvu Club Olimpico. Mimo Argentinu působil na klubové úrovni v Nizozemsku, Turecku, Česku, Mexiku a na Slovensku. Po získání slovenského pasu odehrál 2 přátelské zápasy za reprezentační A-mužstvo této země.
Nejlepší střelec 1. slovenské ligy 2012/13 (16 gólů), všechny své góly dal navíc v podzimní části soutěže.

## Klubová kariéra
Svoji fotbalovou kariéru začal v Argentině v týmu CD San Jorge.

### Atlético de Rafaela
V roce 2005 přestoupil do klubu Atlético de Rafaela, kde již nastupoval pouze za první mužstvo. Za tým během celého svého působení odehrál 32 utkání v nichž vstřelil 10 branek.

### FK AS Trenčín
V lednu 2008 přestoupil (společně s krajanem Aldo Omarem Baézem) do slovenského FK AS Trenčín. V mužstvu Depetris podepsal pětiletou smlouvu. V sezóně 2008/09 se stal s 21 góly nejlepším střelcem druhé slovenské ligy (měla poněkud matoucí název I. slovenská futbalová liga). Po hostování v nizozemském Almere City FC (v roce 2010) se stal oporou Trenčína. V sezóně 2010/11 ve slovenské druhé lize, po jejíž skončení klub postoupil do nejvyšší soutěže, vstřelil celkem 31 gólů a stal se opět suverénním králem střelců druhé ligy. V nováčkovské prvoligové sezoně dal 8 branek a po podzimní části sezony 2012/13 byl s 16 brankami nejlepším střelcem ligy, čímž vytvořil rekord nejvyšší ligy (nejvíce nastřílených branek v podzimní části 1. ligy). Tento počet mu nakonec stačil na zisk koruny střelců na konci sezóny 2012/13, ačkoli od ledna 2013 hrál již v tureckém Çaykuru Rizespor.

### Almere City FC (hostování)
V roce 2010 odešel na hostování do nizozemského Almere City FC, kde se v 10 utkáních prosadil celkem dvakrát.

### Çaykur Rizespor
V zimě 2012/13 po konci smlouvy v Trenčíně přestoupil poněkud překvapivě do tureckého klubu Çaykur Rizespor hrajícího tehdy druhou tureckou ligu, kde podepsal smlouvu na 3½ roku. Debutuje 27. ledna 2013 v zápase proti hostujícímu klubu Adana Demirspor, kde nastoupil do druhého poločasu. Rizespor prohrál 1:2. 3. února vstřelil první dva góly v novém klubu proti domácímu Tavşanlı Linyitsporu, čímž pomohl k výhře 3:2. Prosadil se v 72. a 74. minutě. Během své premiérové sezóny vstřelil v Turecku ve 13 zápasech 6 gólů a pomohl Rizesporu k postupu do Süper Lig. V podzimní části sezony 2013/14 měl komplikovaný vztah s novým trenérem Rizesporu Rızou Çalımbayem, který ho prakticky vůbec neposílal na hřiště. V zimní ligové přestávce si hledal hostování. 10. 6. 2014 v Rizesporu předčasně skončil a stal se volným hráčem.

### SK Sigma Olomouc (hostování)
V únoru 2014 odešel na půlroční hostování bez opce do SK Sigma Olomouc, stál o něj trenér Zdeněk Psotka, který jej znal z působení na Slovensku. Zajímavostí je, že v červenci 2011 se v dresu Trenčína podílel na debaklu Sigmy 0:6 v přípravném zápase, v němž vstřelil 4 góly. Ve svém prvním zápase za Sigmu 22. 2. 2014 vstřelil dva góly a pomohl týmu k vysoké výhře nad pražskou Slavií 5:1. Měl šanci i na hattrick, ale jeho další střelu zdálky brankář Matej Rakovan vytěsnil mimo tyče. Poté se prosadil až 25. května 2014 v souboji o uchování ligové příslušnosti proti 1. SC Znojmo, kde při výhře 2:0 vstřelil vítězný gól. Celkem odehrál v 1. lize za Olomouc 13 zápasů a vstřelil 3 góly, klub ale po sezoně sestoupil do druhé ligy.

### CA Monarcas Morelia
V červenci 2014 přestoupil jako volný hráč do Mexika do klubu CA Monarcas Morelia. V klubu působil rok, 1. července 2015 se stal volným hráčem.

### FC Spartak Trnava
V září 2015 se vrátil na Slovensko, kde podepsal kontrakt do 30. 6. 2016 s týmem FC Spartak Trnava. Ve svém prvním ligovém zápase za Trnavu 13. 9. 2015 nastoupil proti svému bývalému klubu FK AS Trenčín a vstřelil mu dva góly, prohře 3:5 však se spoluhráči zabránit nedokázal. V sezóně 2015/16 Fortuna ligy nastřílel za Spartak 15 ligových gólů, za králem střelců Ginem van Kesselem z Trenčína zaostal o dvě trefy. V létě neprodloužil s klubem smlouvu a hledal si nové angažmá.

### CA Huracán
V létě 2016 se vrátil do Argentiny a posílil klub Club Atlético Huracán.

### Club Olimpo (hostování)
V létě 2017 odešel z CA Huracán na hostování do jiného argentinského klubu Club Olimpo (Olimpo de Bahía Blanca).

## Reprezentační kariéra
David Depetris projevil zájem reprezentovat Slovensko. V březnu 2013 obdržel slovenské občanství (už třetí po argentinském a italském) a byl připraven reprezentovat. V květnu 2013 jej slovenští reprezentační trenéři Stanislav Griga a Michal Hipp nominovali na kvalifikační utkání na MS 2014 proti Lichtenštejnsku. V zápase nakonec nenastoupil (remíza 1:1). Možnost debutu mu dal nový reprezentační trenér Slovenska Ján Kozák 14. srpna 2013 během přátelského utkání s domácím Rumunskem, když jej poslal na hřiště v 79. minutě. Slovensko remizovalo se svým soupeřem 1:1. 19. listopadu 2013 dostal příležitost v základní sestavě v přátelském utkání proti Gibraltaru, které mělo dějiště v portugalském Algarve ve městě Faro a bylo vůbec prvním oficiálním zápasem Gibraltaru po jeho přijetí za 54. člena UEFA v květnu 2013. V zápase se zrodila překvapivá remíza 0:0, za slovenský výběr nastoupili hráči z širšího reprezentačního výběru a také několik debutantů.

## Úspěchy

### Individuální
- 1× nejlepší střelec 1. slovenské fotbalové ligy: 2012/13 – 16 gólů (v dresu FK AS Trenčín)